# فينس غيج
فينس غيج (بالإنجليزية: Phineas Gage)‏ كان رئيس عمال بناء السكك الحديدية الأمريكية وقد نجا بأعجوبة من حادث حيث انغرس قضيب حديد ضخم ومر عبر رأسه، مدمراً جزء كبير من الفص الجبهي، وأثرت على شخصيته وسلوكه في الاثناعشر سنة المتبقية من حياته، تركت الحادثة آثار عميقة بحيث (على الأقل لفترة) رأى أصدقاؤه أنه «لم يكن غيج الذي يعرفونه».

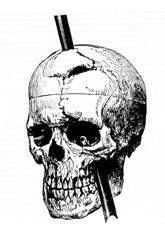
مسار قضيب الحديد

لطالما عُرفت القضية باسم "قضية أداة المخل الأمريكية" ووصفت مرة على أنها "الحالة التي تثير إعجابنا أكثر من أي حالة أخرى، وتنال وتضعف من قيمة التشخيص، وحتى تخرب عقائدنا الفيزيولوجية". فينس فيغ آثر على النقاش في القرن التاسع عشر حول المخ والدماغ، وكان النقاش بشكل خاص حول التوطين الدماغي".
إحدى«الغرائب الطبية كبيرة في كل العصور،»[M8] حالة غيج هي أداة مثبتة أساسية في المناهج الدراسية في علم الأعصاب وعلم النفس والتخصصات ذات الصلة , «جزءاً حياً من الفولكلور الطبي»‍ كثيراً ما يُذكر في الكتب والأوراق العلمية؛ حتى أنه احتل مكانة بسيطة في الثقافة الشعبية. وعلى الرغم من هذه الشهرة لتلك الحالة من الحقائق الثابتة حول غيج وما كان مثل (قبل أو بعد إصابته) هي صغيرة، الذي سمح «للتركيب نظرية تقريباً أي (المطلوب) إلى عدد قليل من الحقائق لدينا»‍غيج بوصفه «لطخة الحبر رورشاخ»‍ الذي ادعى أنصار النظريات المتعارضة المختلفة من الدماغ فقط سيجد دعم لجهات نظرهم، تاريخياً، الحسابات المنشورة حول التحكم والقياس (بما في ذلك العلمية) دائماً تقريباً مبالغ فيها بشدة ومشوهة له تغيرات سلوكية، وكثيراً ما تتعارض مع الحقائق المعروفة.
تقرير عن الحالة البدنية والعقلية لغيج بعد وقت قصير من وفاته يعني أن أخطر تغييراته العقلية مؤقتة، حتى في الحياة في وقت لاحق أنه كان أكثر وظيفية حتى الآن، وأفضل تكييفا اجتماعيا بكثير، مما كانت عليه في السنوات التالية مباشرة للحادثة. وتشير استعادة فرضيته الاجتماعية أن العمالة لغيج كسائق الحنطور في شيلي عززت هذا الانتعاش من خلال توفير بنية يومية والتي سمحت له باستعادة المهارات الاجتماعية والشخصية المفقودة.

## الحياة

### خلفية

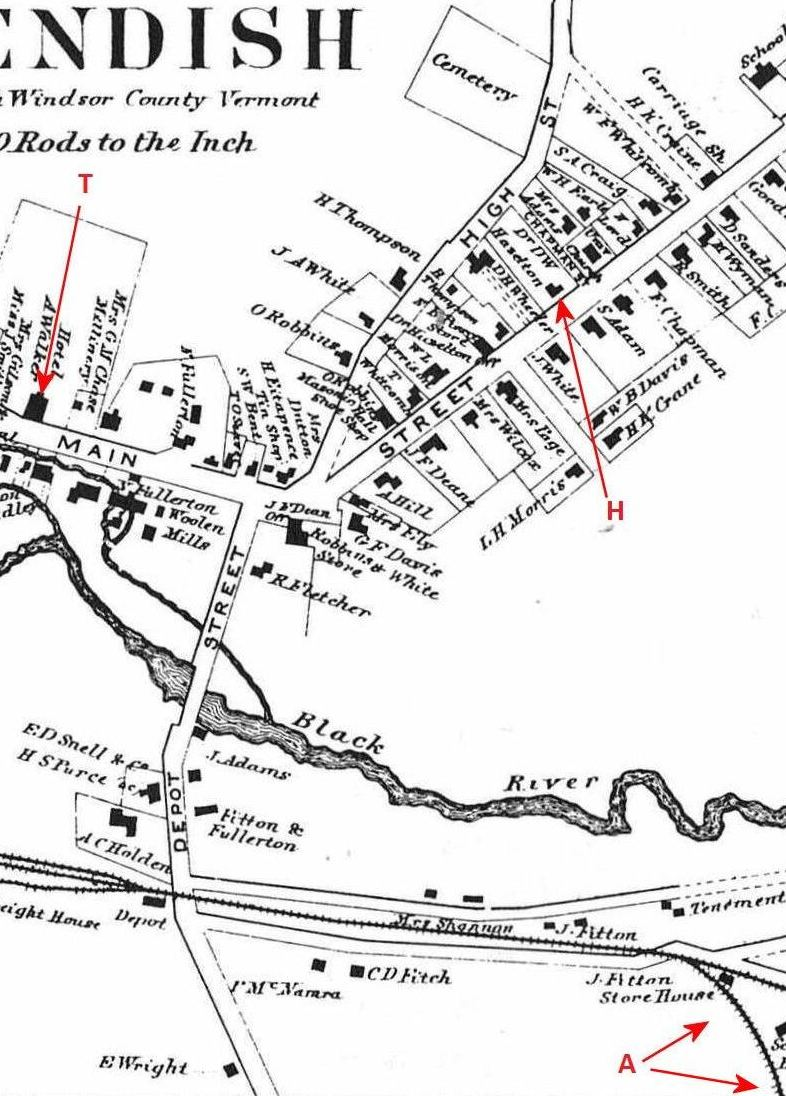
كافنديش (فيرمونت), 20 عاماً بعد حادث غيج. (a) منطقة من موقع الحادث.

وكان غيج الأكبر من خمسة أطفال ولدوا لجيسي إيتون غيج وهانا تروسل (سويتلاند) غيج، من مقاطعة جرافتون بولاية نيو هامبشر.
لا يعرف الكثير عن تربيته والتعليم بعد أن تعلم القراءة والكتابة.
طبيب المدينة جون مارتن هارلو وصف غيج بأنه "رجل سليم تماما، شاب قوي ونشط، يبلغ خمسة وعشرين عاما من العمر، ويتميز بعصب صفراوي المزاج، وطوله خمسة أقدام وستة بوصات (1.68 م) في الطول، ومتوسط وزن مائة وخمسين رطلا (68 كـغ)، ويمتلك إرادة حديدية وكذلك ملامح وجه حديدية.الجهاز العضلي له متطور بشكل غير عادي — بعد أن كان نادرا ما يمرض ليوم واحد من طفولته حتى تاريخ الإصابة ". (في العلوم الزائفة حول فراسة الدماغ، الذي كان آنذاك مجرد إنهاء الرواج لها، العصب-صفراوي يوحي بوجود مجموعة غير عادية من «القوى العقلية المنفعل والنشطة» مع «الطاقة والقوة [من] العقل والجسم [صنع] تمكنه التحمل للعمل الذهني والبدني الكبير».)
جيج قد عمل أولا مع المتفجرات خلال العمل في المزارع عندما كان شاباً، أو في المناجم والمحاجر القريبة. ومن المعروف أنه قد عمل في تشييد السكة الحديد نهر هدسون قرب كورتلاند تاون، نيويورك، ووقت وقوع الحادث وكان التفجير فورمان (ربما مقاول مستقل) على مشاريع بناء السكك الحديدية. فورمان له موظفون «الأكثر كفاءة وقادرون على أداء أعمال خطرة، رجل الأعمال الذكية، حيوي جدا ومستمر في تنفيذ كل ما قدم إليه من خطط العمليات»، حتى أنه قد كلف بأعمال مخصوصة حسب الطلب تدك الحديد— قضيباً حديدياً ضخماً— لاستخدامه في وضع عبوات ناسفة.

### الحادث

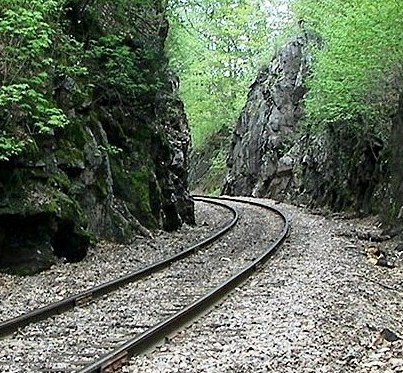
خط من روتلاند على برلنغتون السكة الحديد مرورا «قطع» في الصخر جنوب كافنديش. جيج تصادف حادثة أثناء إعداده متفجرات، المناخل لإنشاء إما هذا الخفض أو واحدة مماثلة في مكان قريب

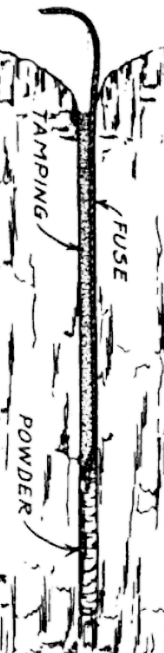
عبوة التفجير جاهزة للاشتعال .tamping (الرمال) يوجه الانفجار إلى الصخور المحيطة.

في 13 سبتمبر عام 1848، وكان غيج قد قام بتوجيه فريق العمل لنسف الصخور بينما كان يستعد لرصف طريق السكة الحديد روتلاند برلنغتون إلى الجنوب من مدينة كافنديش، فيرمونت. تجهيز الانفجار استلزم عمل حفرة عميقة إلى البروز من الصخر. مضيفا مسحوق التفجير، والصمامات والرمل ثم ضغط هذه الشحنة في حفرة باستخدام وتد الحديد.

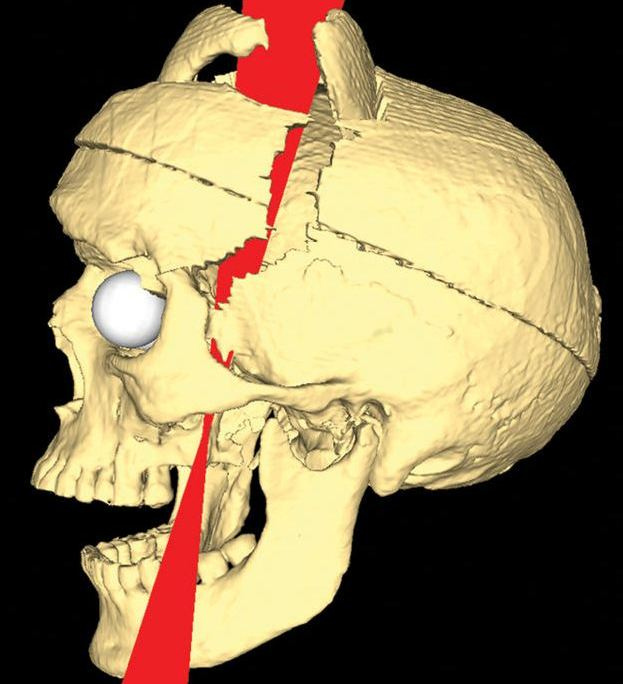
جمجمة غيج "تظهر" مفتوحة حيث مر قضيب الحديد من خلال

وبينما غيج كان يفعل هذا في جميع أنحاء المكان 4:30 مساءً، وقد جذب ذلك انتباه رجاله الذين يعملون خلفه.
يبحث عن كتفه الأيمن، وبذلك عن غير قصد جعل رأسه في خط واحد مع حفرة الانفجار، وفتح غيج فمه ليتكلم، في تلك اللحظة نفسها (ربما لأن الرمال قد جعلت عائقا) قضيب الحديد إندفع يدك الصخرة، وانفجر مسحوق البارود.جعل قضيب الحديد مندفعا من الحفرة، متوجها نحو الجانب الأيسر من وجه غيج في إتجاه إلى أعلى، إلى الأمام فقط من زاوية الفك السفلي. مستمراً في الإنفاع خارج الفك العلوي، وربما كسر في عظمة الوجنة، ومرت وراء العين اليسرى، من خلال الجانب الأيسر من الدماغ، ويخرج الجزء العلوي من الجمجمة من خلال العظم الجبهي.
وعلى الرغم من الإشارات في القرن التاسع عشر إلى غيج باسم «قضية المخل الأمريكية»
مدك الحديد لم يكن ينحني أو يمتلك خطافا يرتبط أحيانا مع مصطلح عتلة، بدلا من ذلك، كان قد أشار إلى أسطوانة أو شيء من هذا القبيل رمح خفيف، مستديرا وسلسا إلى حد ما:
انطلقت العتلة إلى نقطة 80 قدم (25 م) بعيداً، حيث «تلطخت بالدماء وأنسجة الدماغ».
قذف جيج على ظهره، وانتابه بعض التشنجات من الذراعين والساقين، ولكنه تحدث في غضون بضع دقائق، ثم سار مع القليل من المساعدة، وجلس منتصبا في عربة يجرها ثور ل3⁄4-ميل (1.2 كـم)قادها إلى مسكن له في المدينة. بعد حوالي ثلاثين دقيقة من وقوع الحادث عثر دكتور إدوارد ويليامز، على غيج يجلس على كرسي خارج الفندق، وكان في استقباله «واحداً من الأطباء المغمورين الكبار في التاريخ الطبي»:
تولى هارلو المسؤولية عن الحالة حوالي 6 مساءً:

#### العلاج الأولي
بمساعدة ويليامز 
 حلق هارلو فروة الرأس في جميع أنحاء الجمجمة من مكان تمركز العتلة التي اخترقت الرأس، ثم قام بإزالة الدم متخثر، وشظايا العظام الصغيرة، و[30 ](الاونصة) اوقية من الدماغ الجاحظ. بعد البحث عن أجسام غريبة واستبدال قطعتين كبيرتين من العظام المتكسرة، أغلق هارلو الجرح باستخدام الأشرطة اللاصقة، وترك الجرح مفتوحا جزئياً لتصريف المياه. ضُمِّدَ مدخل الجرح في الخد فقط برباط فضفاض، لنفس السبب. ضماد رطب تم تطبيق، ضماد رطب ثم قلنسوة، ثم تعزيز الضماد لتأمين هذه الضمادات. كما قام هارلو بتضميد أيدي غيج وساعديه (التي جنبا إلى جنب مع وجهه تعرضتا للحرق العميق) وأمر أن تبقى رأس غيج مرتفعة.

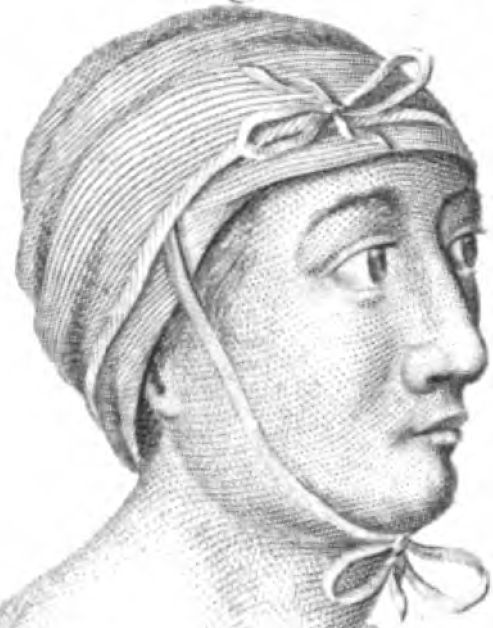
قلنسوة ترتدى عند إصابة الرأس

وفي وقت متأخر من المساء أشار هارلو: "العقل رائق تماما تقلصات واهتزازات مستمرة لساقيه، يجري بسطها وقبضها بالتناوب. ويقول انه لا يهتم برؤية أصدقائه، لأنه يجب أن يكون في العمل في غضون أيام قليلة.

#### النقاهة
وعلى الرغم من التفاؤل الخاص، كانت فترة النقاهة لغيج، والتي استمرت لفترة طويلة، صعبة، وغير متكافئة. على الرغم من اعتراف والدته وعمه اللذان تم (استدعائهما من لبنان، نيو هامبشاير، على بعد ثلاثين ميلاً) في الصباح بعد وقوع الحادث، في اليوم الثاني «فقد السيطرة على عقله، وأصبح مصابا بالهذيان بطريقة واضحة». وبحلول اليوم الرابع كان مرة أخرى قد أضحى «عقلانيا...وتعرف على أصدقائه»، وبعد مزيد من التحسن لمدة أسبوع صرح هارلو، لأول مرة، وفكر «أن غيج أضحى ممكنا أنه سيتعافى...ولكن هذا التحسن، مع ذلك، كان لمدة قصيرة.»

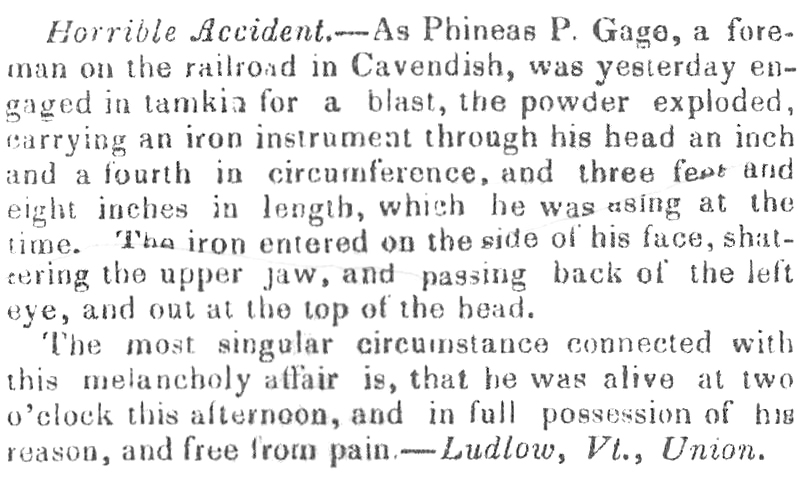
التقرير الأول المعروف لحادث غيج، وتفهم مقدار قطر عتلة الحديد وتقدير الأضرار التي لحقت فكه

ابتداء من اثني عشر يوما بعد وقوع الحادث وكان غيج في شبه غيبوبة، «نادراً ما يتحدث إلا إذا تحدثت إليه، ومن ثم يجيب فقط في كلمات متلعثمة»، وفي اليوم التالي لاحظ هارلو" انهيارا في قواه...وتعمقت الغيبوبة أما مقلة العين للعين اليسرى أصبحت بارزة بطريقة صارخة، [نسيج حبيبي] دفع بها بسرعة من موق العين مجرى الدمع الداخلي [وكذلك] من الدماغ المفتوح، والخروج في الجزء العلوي من الرأس. "وبحلول اليوم الرابع عشر«، كان البخر من الفم والرأس [هو] فظيعا fetid.وراح في غيبوبة، ولكن الإجابة في كلمة ذات مقطع واحد إذا تمت إثارته. لن يأخذ أية تغذية ما لم يجبر على ذلك بقوة. الأصدقاء والقابلات هم في توقع ساعة بعد ساعة من وفاته، وكان النعش والملابس قد أعدت له استعداداً.»
المجلفن، هارلو "قطع [النسيج الحبيبي] المنبثق من الجزء العلوي من الدماغ وملء الفتحة، وجعل إمكانية تطبيق مادة كاوية نترات الفضة البلورية] لهم. مع مشرط أنا وضعت فتح [العضلة الجبهية، من الجرح الخروج إلى الجزء العلوي من الأنف] وعلى الفور فُرِّغَت هناك ثمانية أونصات [250 مل] من القيح، مع الدم، ورائحة نتنة مفرطة " (كان غيج محظوظاً عندما فعل بلقائه الدكتور هارلو. كتب باركر. "قلة من الأطباء في عام 1848 كان لديهم تجربة مع جراحة الخراج الدماغي التي تركت هارلو [كلية جيفرسون الطبية] والتي ربما حفظت حياة غيج ." أنظر § Factors favoring Gage's survival, below.)
في اليوم الرابع والعشرين، نجح غيج «في رفع نفسه، واتخذ خطوة واحدة إلى كرسيه». بعد شهر واحد كان يمشي «أعلى وأسفل الدرج، وحول المنزل، في piazza»، وبينما كان هارلو غائبا لمدة أسبوع، غيج كان «في الشارع كل يوم ما عدا يوم الأحد»، وأعرب عن رغبته في العودة إلى عائلته في نيو هامبشاير وكان «لا يمكن السيطرة عليه من قبل اصدقائه؛ ... أصيب بالرطبة والبرد». وسرعان ما وقع فريسة للحمى، ولكن بحلول منتصف نوفمبر فقد «شعر أنه أفضل في كل الأحوال ... وراح يمشي حول المنزل مرة أخرى». وكان تقييم هارلو في هذه المرحلة: غيج «يبدو أن في سبيله للشفاء، إذا كان يمكن السيطرة عليه.»

## وصلات خارجية
- Warren Anatomical Museum